# Cantó de Vitré-Oest
El cantó de Vitré-Oest (bretó Kanton Gwitreg-Kornôg) és una divisió administrativa francesa situat al departament d'Ille i Vilaine a la regió de Bretanya.

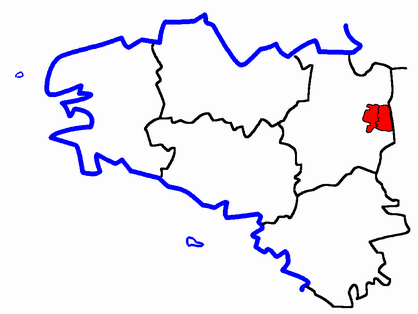
Situació del cantó

## Composició
El cantó aplega 13 comunes :
| Nom francès               | Nom bretó              | Població | km²   | Codi Postal | Codi INSEE |
| Champeaux                 | Kampal                 | 420      | 9,83  | 35500       | 35052      |
| Cornillé                  | Kornilieg              | 663      | 12,47 | 35500       | 35087      |
| Landavran                 | Landavran              | 399      | 5,01  | 35450       | 35141      |
| Marpiré                   | Marbererg              | 774      | 10,62 | 35220       | 35166      |
| Mecé                      | Mezieg                 | 468      | 15,63 | 35450       | 35170      |
| Montreuil-des-Landes      | Mousterel-al-Lann      | 184      | 9,42  | 35210       | 35192      |
| Montreuil-sous-Pérouse    | Mousterel-ar-Veineg    | 928      | 15,49 | 35500       | 35194      |
| Pocé-les-Bois             | Pozieg                 | 971      | 14,84 | 35500       | 35229      |
| Saint-Aubin-des-Landes    | Sant-Albin-al-Lann     | 871      | 10,28 | 35500       | 35252      |
| Saint-Christophe-des-Bois | Sant-Kristol-ar-C'hoad | 475      | 9,26  | 35210       | 35260      |
| Taillis                   | Talieg                 | 768      | 12,27 | 35500       | 35330      |
| Val-d'Izé                 | Nant-Izeg              | 2.082    | 43,79 | 35450       | 35347      |
| Vitré (fracció)           | Gwitreg                | 3.412    | ?     | 35500       | 35360      |
| Cantó                     | Gwitreg-Kornôg         | 12415    | ?     | -           | 3543       |

## Evolució demogràfica
| 1962  | 1968  | 1975  | 1982  | 1990  | 1999  |
| ----- | ----- | ----- | ----- | ----- | ----- |
| 6.727 | 6.541 | 6.420 | 7.114 | 7.918 | 9.003 |

## Història
| Data d'elecció                           | Identitat      | Partit        | Qualitat |
| ---------------------------------------- | -------------- | ------------- | -------- |
| -1998                                    | Jean Poirier   | Divers droite |          |
| 1998-                                    | Auguste Fauvel | Divers droite |          |
| les dades anteriors no són pas conegudes |                |               |          |
|                                          |                |               |          |